# Division de Bareli
La Division de Bareli est l'une des 18 divisions administratives de l'État indien de l'Uttar Pradesh.

## Districts
Elle est constituée de 4 districts :
- Bareli ;
- Badaun ;
- Pilibhit ;
- Shahjahanpur.